# B'Elanna Torres
B'Elanna Torres je lik iz Zvjezdanih staza: Voyager. Glumi ju Roxann Dawson.
B'Elanna Toress je imala teško djetinjstvo ponajviše zbog toga što je imala ljudskog oca i klingonsku majku. Pošto su tih vremena vladale napetosti između Federacije i Klingonskog Carstva, ona i njezina majka Miral su bile jedine Klingonke u koloniji.  Kada je imala pet godina otac ih je napustio, te se ona i majka sele na klingonski planet. Njezina ju je majka kasnije isto napustila i otišla živjeti na Q'ono'S. Kao dijete, najdraže jelo su joj bile palačinke od banane s preljevom od javorovog sirupa.
S 18 godina (2364.) upisuje Akademiju. Stalno se svađala s mentorima. Kako je imala teškoće s disciplinom Zvjezdane Flote, nakon druge godine napušta Akademiju.
Nakon što je napustila Akademiju, pridružila se Makijima u počecima pobune i služila na makijskom brodu pod kapetanom Chakotayjem. Nekoliko mjeseci provela je boreći se protiv Kardasijanaca. 2371. cijela posada broda biva "odvučena" u daleki Delta kvadrant od bića poznatog pod imenom Skrbnik (eng. Caretaker). Za njima dolazi flotin brod USS Voyager, te nakon gubitka broda cijela makijska posada je prisiljena pridružiti se Voyageru. Tako Torres postaje zapovjednica stroja i s vremenom se prilagodi Flotinim propisima. Najbolja prijateljica joj je bila Seska.
Vedienski znanstvenik ju je oteo i pomoću stroja genotrona, razdvojio u dvije zasebne osobe, jednu potpuno ljudsku, drugu potpuno klingonsku. Tijekom bijega, klingonska jedinka se žrtvovala, tako da bi ljudska mogla živjeti. Kako je Doktor uspio vratiti prijašnji genetički ustroj, B'Elanna odluči prihvatiti svoju klingonsku stranu, te na nagovor Toma Parisa počinje obavljati klingonske obrede.
Jednom je od Chakotayja zatražila da joj pomogne naći njezinog životinjskog savjetnika, no kako se nije slagala sa svojim vodičem, pokušala ga je ubiti. Njezina nemogućnost da suzbije nasilne osjećaje, nekoliko ju je puta dovela u nevolje. 2374. godine je na planetu Marija bila optužena za ubojstvo jer je proširila negativne misli, no krivnje ju je oslobodio Tuvok.
U slobodno je vrijeme igrala hoverbol i Parrises Squares.  B'Elanna je, zajedno s Janeway i Tuvokom, bila privremeno asimilirana kako bi pomogla radilicama u Unimatrici 0.
2374. B'Elanna se upušta u romantičnu vezu s Tomom Parisom, te unatoč mnogih svađa par se vjenča 2377. Nekoliko minuta nakon rođenja djevojčice Miral, Voyager se vratio u Alfa kvadrant.

## Vanjske poveznice
- B'Elanna Torres biografija  Arhivirana inačica izvorne stranice od 17. ožujka 2013. (Wayback Machine)
- Star Trek: Voyager  Arhivirana inačica izvorne stranice od 15. srpnja 2010. (Wayback Machine)
- B'Elanna Torres IMDB web stranica  Arhivirana inačica izvorne stranice od 26. travnja 2008. (Wayback Machine)